# Estadio Municipal de Concepción
 (avril 2025).
Si vous disposez d'ouvrages ou d'articles de référence ou si vous connaissez des sites web de qualité traitant du thème abordé ici, merci de compléter l'article en donnant les références utiles à sa vérifiabilité et en les liant à la section « Notes et références ».
El Estadio Municipal Alcadesa Ester Roa ou Stade Municipal Alcaldesa Ester Roa est un stade de football chilien se trouvant à Concepción.

## Histoire
Construit en 1962, il a une capacité de 35 000 places lors de sa construction, puis de 40 000 places par la suite. Les clubs résidents sont le Club Deportivo Ferroviario Almirante Arturo Fernández Vial, le Club Deportes Concepción et le Club Deportivo Universidad de Concepción.  
Le stade accueille la Copa América 1991. 2 matchs du groupe A sont joués dans ce stade.